# Catadelphops buccatus
Catadelphops buccatus là một loài tò vò trong họ Ichneumonidae.